# Romanas Algimantas Sedlickas
Romanas Algimantas Sedlickas (* 23. Juli 1942 in Vievis) ist ein litauischer Jurist, Rechtsanwalt und ehemaliger Politiker.

## Leben
1944 emigrierte seine Familie nach Deutschland und danach in die USA. 1960 absolvierte er das Aqvinas-Institut in Rochester und 1964 das Studium der Philosophie an der Fordham University. 1967 promovierte er in Rechtswissenschaft an der University at Buffalo. Danach leistete er den Armeedienst in den Luftstreitkräften der Vereinigten Staaten in Vietnam. Er wurde mit Bronze Star Medal ausgezeichnet.
Danach arbeitete er als Anwalt im Wirtschaftsrecht. 
1991 kam Sedlickas nach Litauen zurück. Er arbeitete als Wirtschaftsjurist und als Berater am Institut für Halbleiterphysik der Lietuvos mokslų akademija. Von 2000 bis 2004 war er Mitglied im Seimas. 2003 wurde er zum Stadtrat Kaunas ausgewählt. Er arbeitet in der Anwaltskanzlei  A. Marcinkevičius, A. Kočegarovas ir partneriai "Balticus Advocatus".
Ab 1999 war Sedlickas Mitglied der Lietuvos liberalų sąjunga, ab 2003 der Liberalų ir centro sąjunga und danach der Lietuvos Respublikos liberalų sąjūdis.

## Bibliografie
- War in Chechnia (Mitautor Stasys Knezys). Texas A&M University Press, 1999